# 1788 în literatură
Anul 1788 în literatură a implicat o serie de evenimente și cărți noi semnificative.  

## Cărți noi
- Charlotte Turner Smith - Emmeline; or The Orphan of the Castle
- Mary Wollstonecraft - Mary: A Fiction